# 扎卡里·潘格里南
扎卡里·潘格里南（Zachary Pangelinan，1988年6月16日—），生於關島哈加特納，关岛足球代表队球員，司職中場，被認為是關島足球的新希望。

## 国家队生涯
在2008年東亞盃外圍賽，潘格里南協助關島以5-2戰勝蒙古。在2008年，在亞洲足協挑戰盃預選賽對中華台北時，潘格里南替關島隊首先射入一球領先。隨後，他於另外一場預選賽對巴基斯坦，替關島隊射入一球。